# Murmanszki Tengerhajózási Vállalat
A Murmanszki Tengerhajózási Vállalat (oroszul: Мурманское морское пароходство, magyar átírással: Murmanszkoje morszkoje parohodsztvo) tengeri teher- és személyszállítással foglalkozó, részvénytársasági formában működő orosz vállalat. Központja Murmanszkban található. A vállalat fő működési területe az északi sarkvidék.

## Története

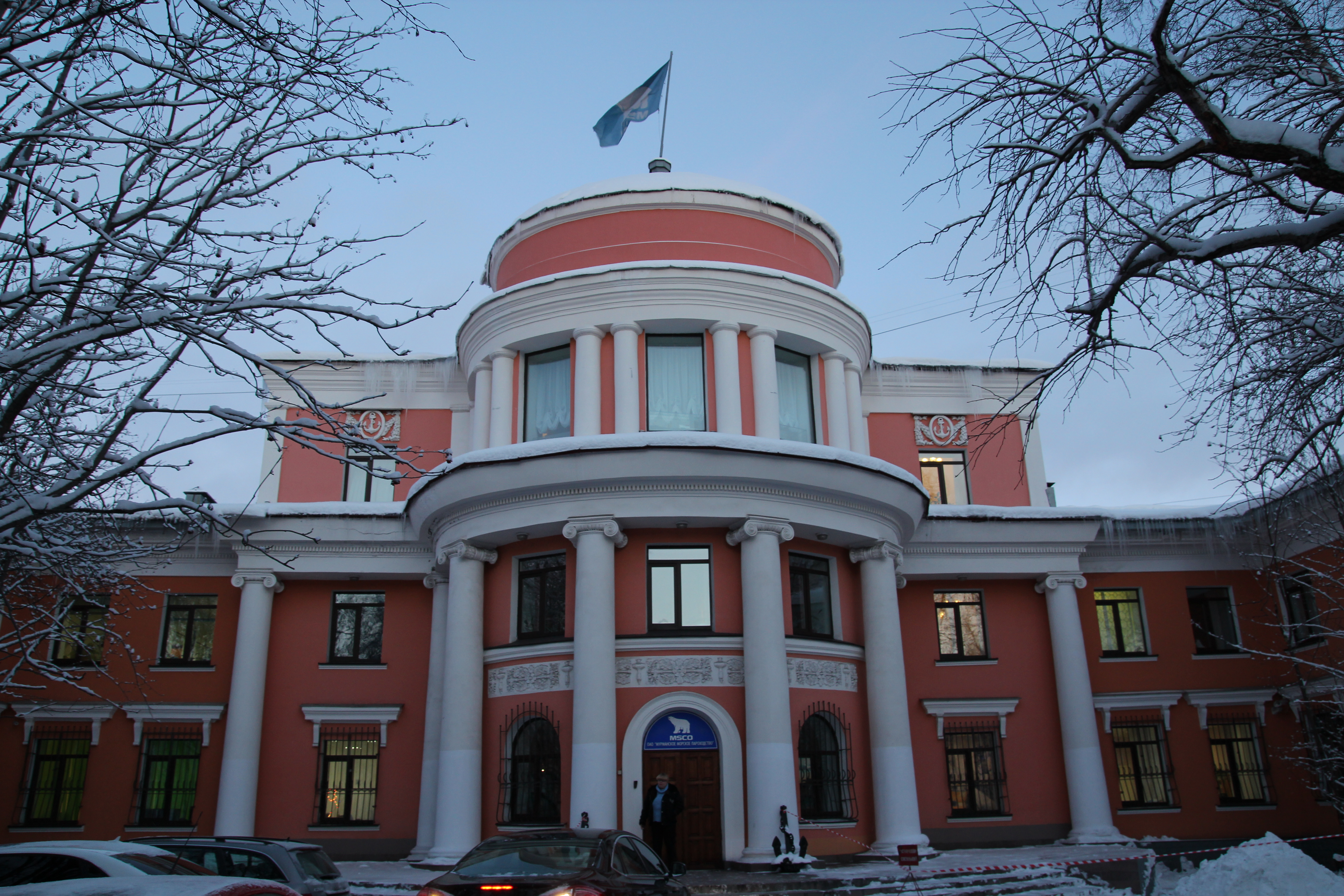
A vállalat székháza Murmanszkban

A vállalatot 1939. szeptember 22-én hozták létre az északi sarkvidéken a Kola-félsziget iparosítása miatt megnövekedett tengeri szállítási feladatokra Murmanszki Állami Tengeri Teher- és Utasszállító Vállalat néven. A vállalat alapítására a Népbiztosok Tanácsának gazdasága bizottsága által 1939. szeptember 14-i határozata alapján Szemjon Dukelszkij tengerhajózási népbiztos 239. sz. rendelete nyomán került sor. Az újonnan létrehozott hajózási vállalat flottáját a Balti és az Északi Tengerhajózási Vállalattól átvett hajók alkották. 1940-re a vállalat flottája 37 hajóra nőtt, melyek összes szállítás kapacitása 112 200 tonna volt. Ezek a hajók fontos szerepet játszottak a második világháború alatt az északi szállítási útvonalakon az a külföldi szállítmányok Szovjetunióba juttatásában.
A háború után a vállalat flottája többségében elavult gőzhajó volt, melyek átlagéletkora 30 körül alakult. Emellett néhány modernebb hajóval is rendelkezett, melyek a kölcsönbérleti szerződés keretében kerültek a Szovjetunióba. Az 1950-es évektől a flotta jelentős modernizáláson esett át, megjelentek az állományban a dízelmotoros hajók. Az 1960-as évek elejétől újabb technológiai fejlődést hozott az atomjégtörők megjelenése. Az 1959-ben üzembe állított Lenin atomjégtörőt további nukleáris meghajtású hajók követték, melyeket az 1966-ban Murmanszki Tengerhajózási Vállalatra átnevezett cég üzemeltetett.
1993-ban az állami vállalatot részvénytársasággá alakították. 2008-ban az atomjégtörők a Roszatom vállalatához, az Atomflothoz kerültek. A Murmanszki Tengerhajózási vállalatnál csak egy dízelmotoros jégtörő maradt.
2011-ben a részvények 25,5%-át az orosz állam birtokolta a Roszimuscsensztvo állami vagyonügynökségen keresztül, míg 61,78% az Arktyicseszkije tyehnologii részvénytársaság birtokában volt. 2013-ban az állam a cégben lévő részvényeinek egy részét értékesíteni szeretné. A cég forgalma és bevétele 2011-2012-ben jelentősen csökkent. Ennek fő oka, hogy a vállalat korábbi fő partnere és megrendelője, a Norilszkij nyikel saját teherflottát hozott létre.
A vállalat flottája napjainkban 27 hajóból áll. Ebből 18 teherhajó, hat tankhajó, egy jégtörő és egy utasszállító hajó. Emellett több kisegítő hajót (pl. úszódaruk) üzemeltet.

## Hajók

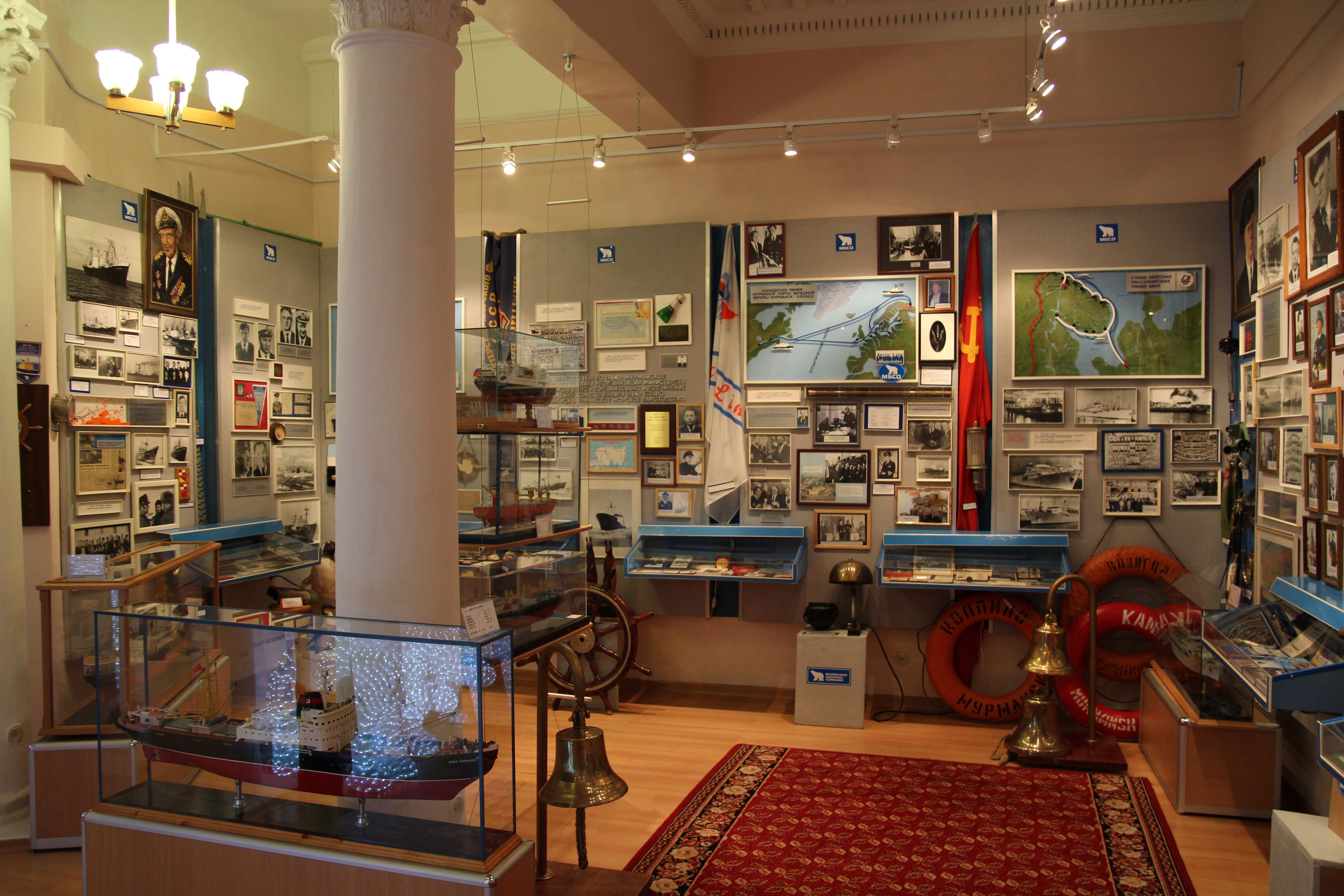
A vállalat múzeuma

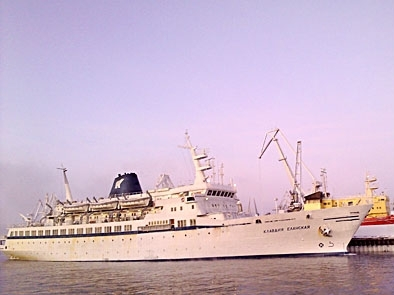
A Klavgyija Elanszkaja utasszállító hajó Murmanszkban

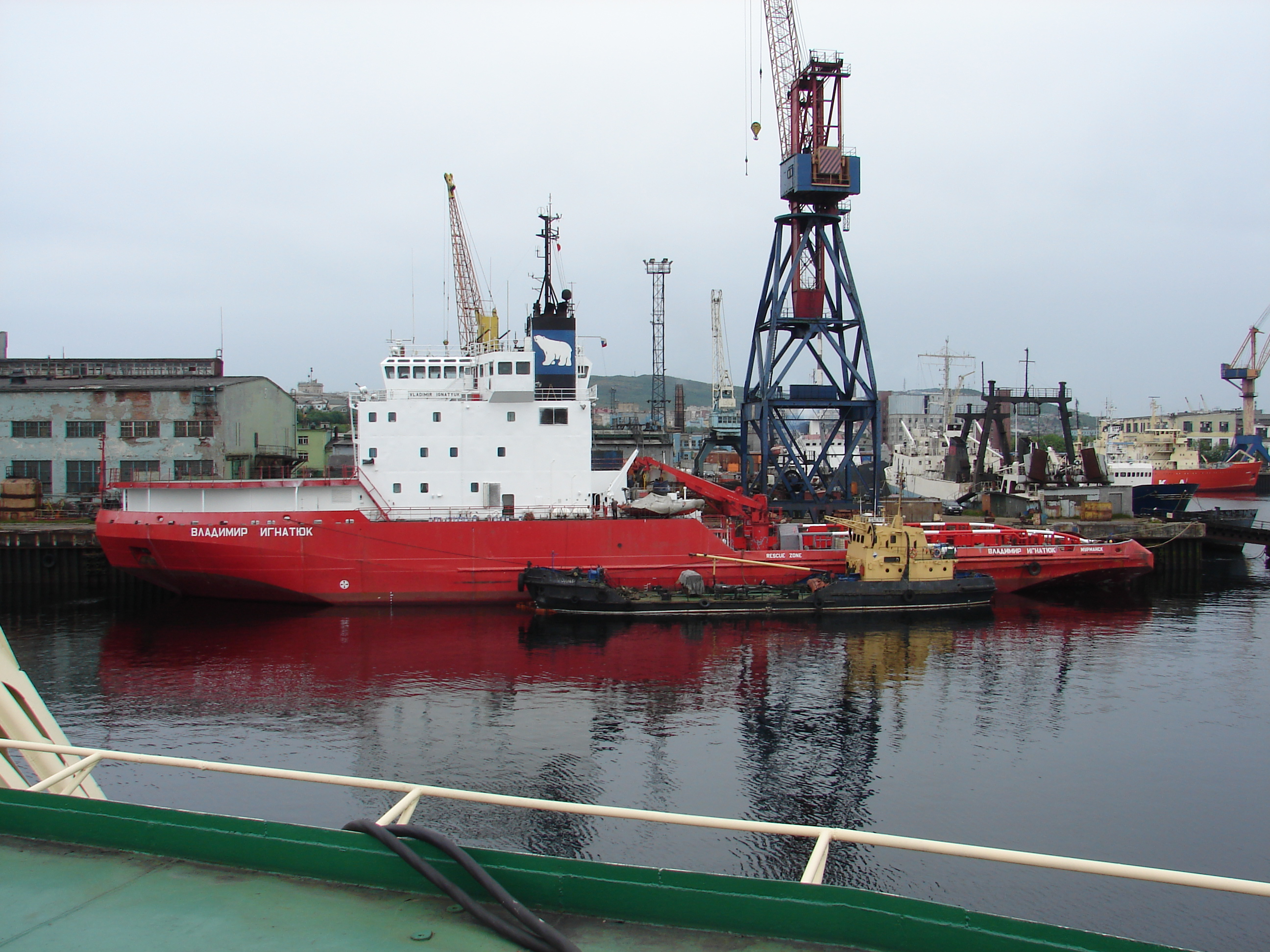
A Vlagyimir Ignatyuk jégtörő a murmanszki kikötőben

### Teherhajók

#### Grumant osztály
- Grumant (ex. Cooperation)
- Pomorje (ex. Goodwill)
- Zapolarje (ex. Perseverance)
- Novaja Zemlja (ex. North Way)
- Szevernaja Temlja (ex. Victory)

#### Dmitrij Pozsarszkij osztály
- Pjotr Velikij
- Alekszandr Szuvorov
- Mihail Kutuzov
- Kuzma Minyin
- Admiral Usakov

#### CA-15 Super típus
- Kapitan Danyilkin
- Jurij Arsenyevszkij

#### Modernizált Mihail Sztrekalovszkij osztály
- Mihail Sztrekalovszkij
- Pavel Vavilov
- Kapitan Szviridov

Mihail Sztrekalovszkij osztály
- Kapitan Csuhcsin
- Viktor Tkacsov

Ivan Papanyin osztály
- Ivan Papanyin

### Tankhajók

#### Suezmax típusú hajók
- Natali
- Nagyezsda

#### Hatanga osztály
- Hatanga (ex. Bauska)

#### Lunni típusú hajók
- Ingyiga (ex. Lunni)
- Varzuga (ex. Uikku)

#### Kotlasz osztály
- Kotlasz

### Jégtörők
- Vlagyimir Ignatyuk

### Utasszállító hajók
- Klavgyija Elanszkaja